# Лъчезар Балтанов
Лъчезар Росенов Балтанов е български футболист, полузащитник на ПФК Ботев Пловдив.

## Кариера
Юноша е на Левски в първия отбор е от 2004. Играе като десен халф. Висок е 179 см. и тежи 79 килограма. Играе в юношеския национален отбор по футбол, където е чест реализатор. Бил е на проби в испанския гранд Барселона като по-млад. Запален фен е на мениджърските компютърни игри. През 2011 г. Балтанов преминава под наем в Калиакра (Каварна). На 10.05.2011 Калиакра решава да върне Лъчезар в Левски заради контузия (от мач с Черноморец БС). В началото на 2012 г. е даден под наем на Ботев (Враца). Напуска Левски (София) през юни, след като договорът му изтича и подписва с Черноморец (Бургас). Дебютира на 27 август 2012 г. срещу Ботев (Пловдив).

## Статистика по сезони[2]
| Сезон    | Отбор           | Първенство | Мачове | Голове |
| -------- | --------------- | ---------- | ------ | ------ |
| 2005/06  | Левски (Сф)     | А група    | 1      | 0      |
| 2006/07  | Левски (Сф)     | А група    | 2      | 0      |
| 2007/08  | Левски (Сф)     | А група    | 9      | 1      |
| 2008/09  | Левски (Сф)     | А група    | 15     | 0      |
| 2009/10  | Левски (Сф)     | А група    | 11     | 1      |
| 2010/ес. | Левски (Сф)     | А група    | 3      | 0      |
| 2011/пр. | Калиакра        | А група    | 8      | 0      |
| 2011/ес. | Левски (Сф)     | А група    | 8      | 0      |
| 2012/пр. | Ботев (Враца)   | А група    | 12     | 2      |
| 2012/13  | Черноморец (Бс) | А група    | 16     | 3      |
| 2013/14  | Черноморец (Бс) | А група    | 29     | 6      |
| 2014/15  | Левски (Сф)     | А група    | 0      | 0      |
| 2014/15  | Ботев (Пд)      | А група    | 25     | 7      |
| 2015/16  | Ботев (Пд)      | А група    | 30     | 7      |

## Успехи
Левски (София)
- А футболна група – 3 пъти шампион (2005/06, 2006/07, 2008/09)
- Купа на България – 1 път носител (2006/07)
- Суперкупа на България – 3 пъти носител (2005, 2007, 2009)

Ботев (Пловдив)
- Купа на България: 2016/17, 2023/24
- Суперкупа на България: 2017